# 生魚片
，古稱魚膾、膾或鱠，是以新鮮的魚貝類生切成片，蘸調味料食用的食物總稱。在中國大陸、日本、朝鮮半島、歐洲等地都有類似的吃法。

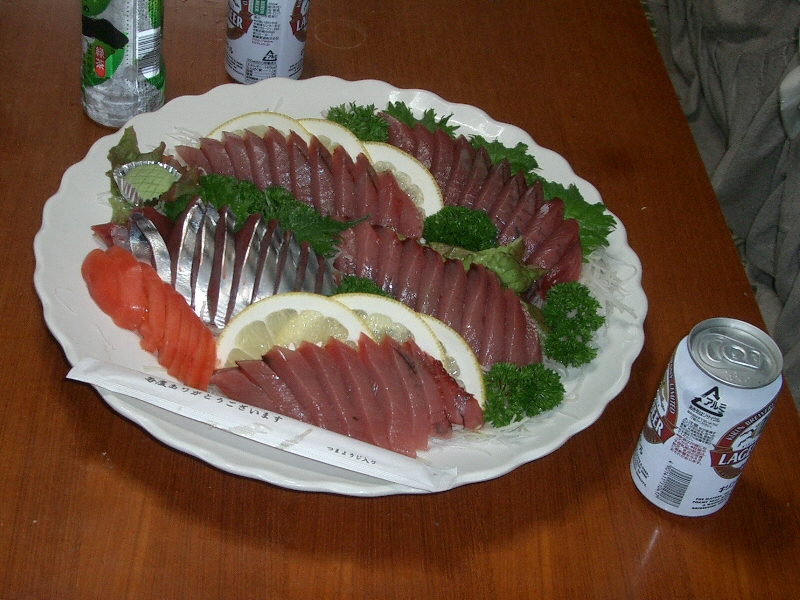
刺身

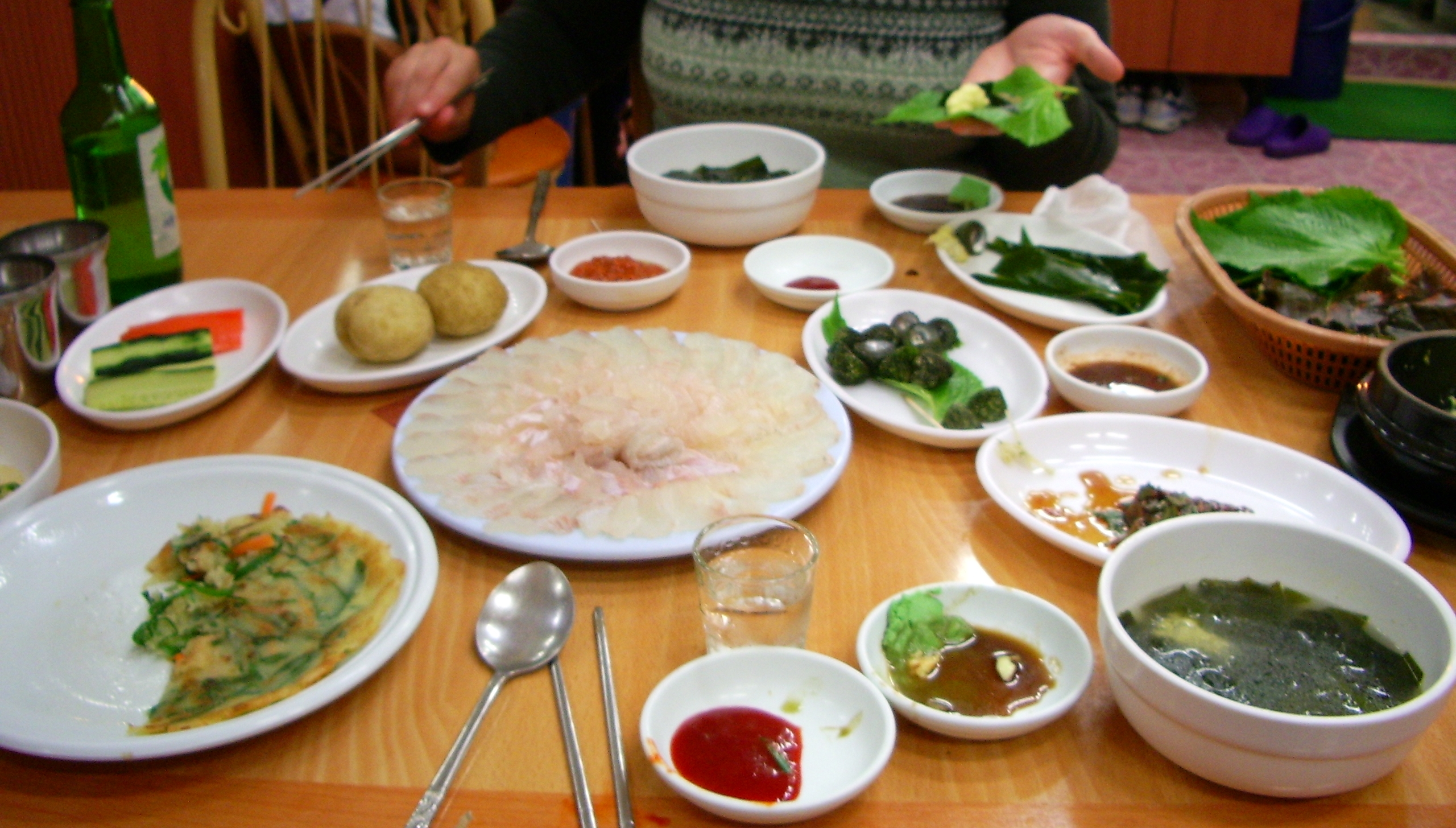
朝鮮膾

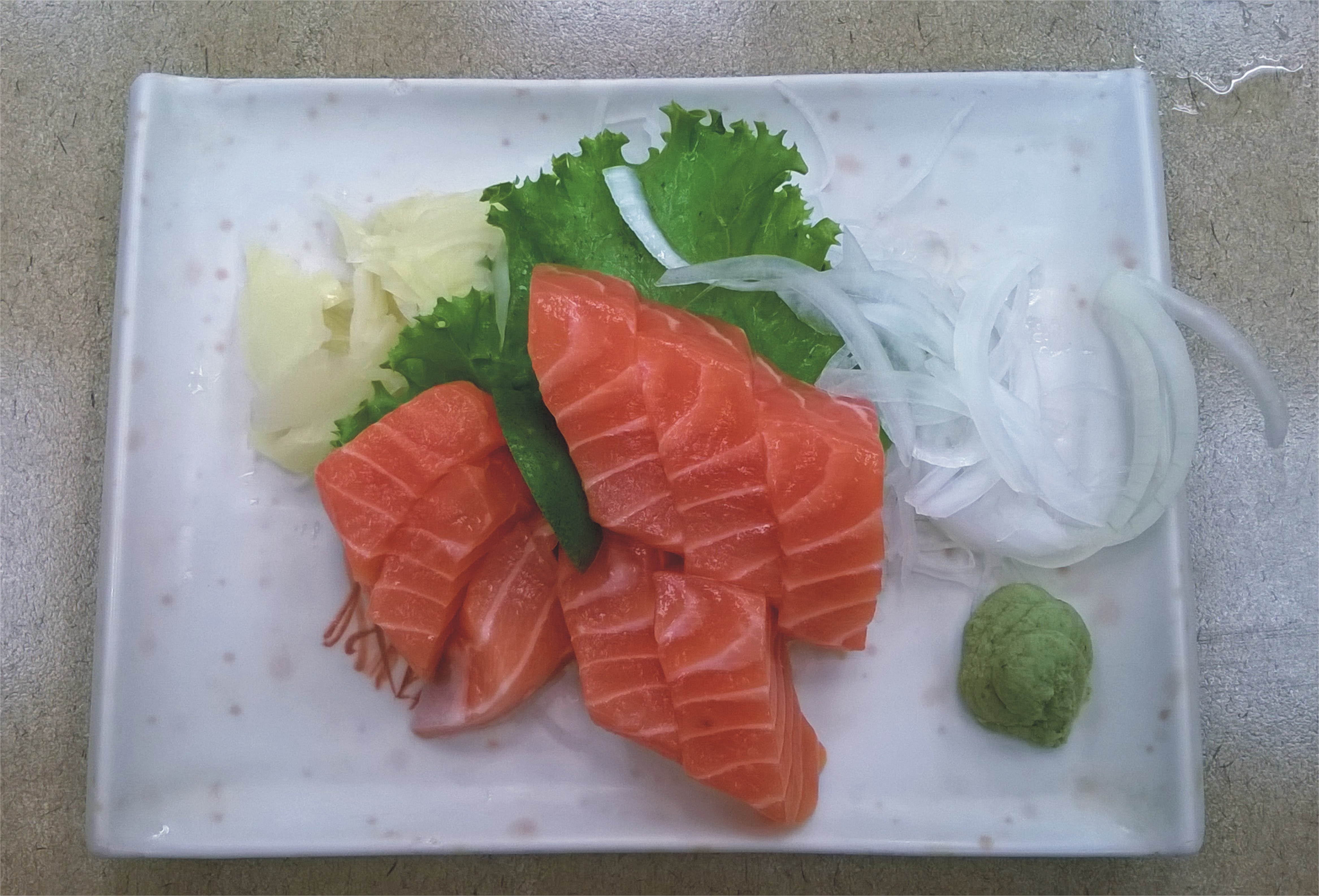
鮭魚生魚片

食用生魚片可能會感染廣節裂頭絛蟲，所以一般只能吃海水魚的生魚片，且一定要經過低溫冷凍或其他殺菌處理。

## 生食規範

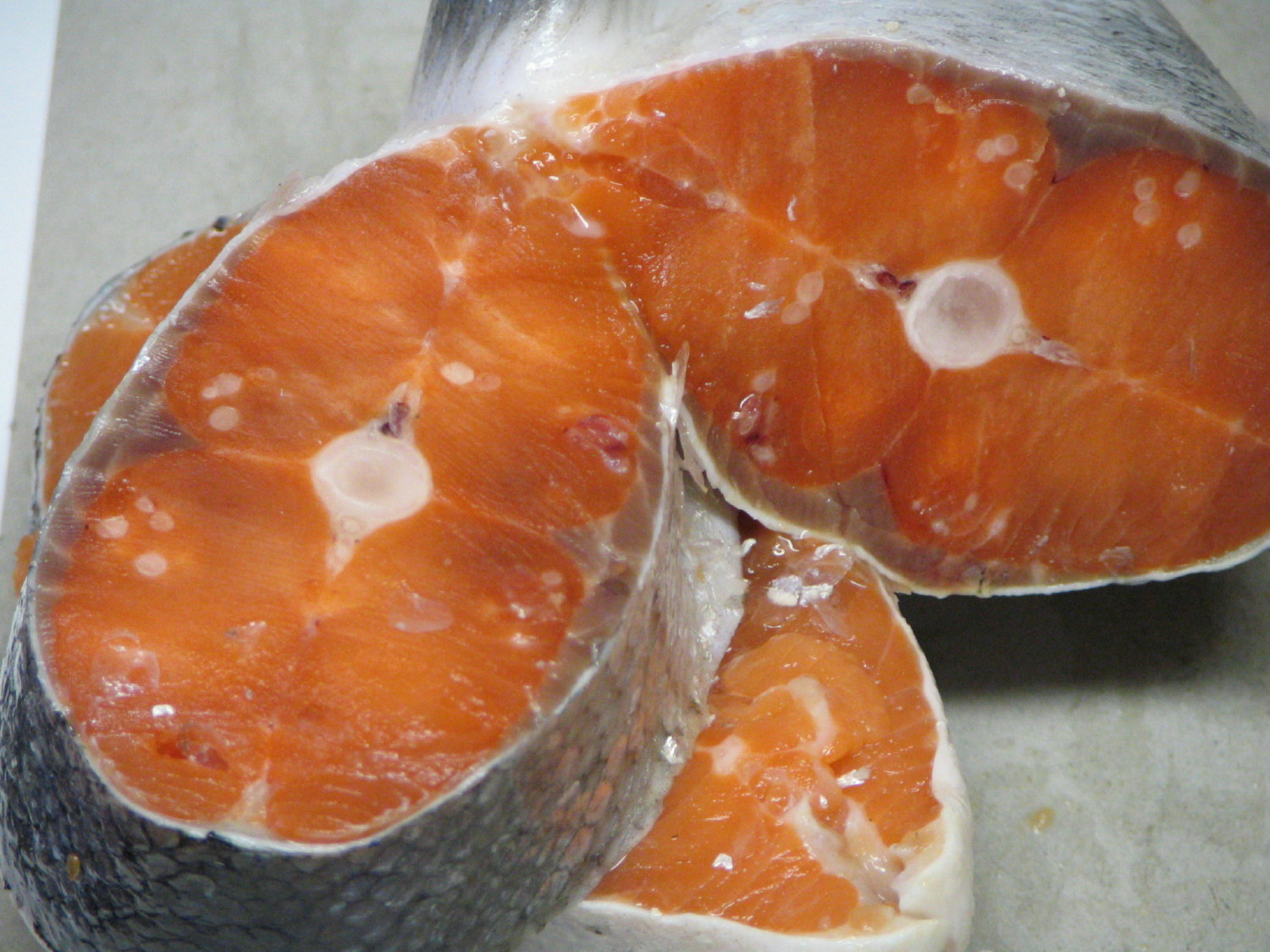
在加拿大西岸常見寄生于银大麻哈鱼身上的鲑居尾孢虫（楚氏尾孢虫）屬碘泡科黏體動物，它可以寄生在所有洄游型（鹹水）鮭魚（包括洄游型虹鱒硬頭鮭，但不包括陸封型淡水虹鱒）身上

- 捕獲時需及時分離易有寄生蟲的的部位，並儘量以完全海水水產魚貝類為主，因能於淡水生活之水產與陸地生物較多共通寄生蟲。
- 為預防海獸胃線蟲，需經冷凍使中心溫度低於攝氏零下20度24小時，歐盟亦同。（美國規範壽司用生食水產須經冷凍使中心溫度低於攝氏零下35度15小時或零下20度7日） 國際食品法典規範生食用水產為殺死寄生蟲須以攝氏零下20度7日，或是攝氏零下35度20小時[4][5]。
- 東京都要求生食用海水水產須經冷凍使中心溫度低於攝氏零下20度48小時，陸生動物肉則不建議生食。[6][7]
- 為預防旋尾線蟲，需經冷凍使中心溫度低於攝氏零下30度4日（等同殺蟲效果：攝氏零下35度15小時或零下40度40分）[8]。

美國FDA有列出各種魚種的風險比如寄生蟲、污染物等。

## 中國生魚片文化历史

### 先秦時代
膾最初的意思是指切細的生肉，《汉书·东方朔传》：“生肉为脍。”《礼记·内则》：“肉腥细者为脍。”有的肉在蒸煮烹饪以后就丧失了原味，不夠鮮嫩，鲜鱼就是其中一種。
中國早於周朝就已有吃生魚片（魚膾）的記載，最早可追溯至周宣王五年（公元前823年）。出土青銅器「兮甲盤」的銘文記載，當年周師於彭衙（今陕西白水縣之內）迎擊獫狁，凱旋。大將尹吉甫私宴張仲及其他友人，主菜是燒甲魚加生鯉魚片。《詩經·小雅·六月》記載了這件事：「飲御諸友，炰鱉膾鯉」，「膾鯉」就是生鯉魚。《禮記》又有：「膾，春用蔥，秋用芥」，《論語》中又有對膾等食品「不得其醬不食」的記述，故先秦之時的生魚膾當用加蔥、芥的醬來調味。《孟子·盡心下》亦有提及膾，這亦是成語「膾炙人口」的由來，原意是指膾炙的美味，後來指作品受歡迎和為人熟悉。
關於中國南方食用生魚片的記載，最早追溯至東漢趙曄的《吳越春秋》，據《吳越春秋·闔閭內傳》所載，吳軍攻破楚郢都後，吳王闔閭設魚膾席慰勞伍子胥，吳地才有了魚膾，當時是公元前505年。

### 秦漢魏晉南北朝
秦漢之後，牛、羊等家畜和野獸的膾漸少見，膾通常都是魚膾，又衍生出一個「鱠」字專指生魚片。「膾」和「鱠」經常混用，但不可與表示用火加工食物的「燴」字混淆。
東漢時，廣陵太守陳登很愛吃生魚膾，因為過量食用而得肠道传染病及寄生虫一类的重病，后经名醫华佗医治才康复，但因為三年後病情復發，又沒有良醫治理，最終不治。
魚膾在古代是很普遍的食品，東漢應劭在《風俗通義》收錄了各地的風俗習慣和奇人奇事，其中一條是：「祝阿（今山東齊河縣祝阿鎮）不食生魚」。代表了應劭認為不食生魚是奇風異俗。祝阿人這個習俗一直堅持到隋朝，在《隋書·地理志》中亦有記載。
三国魏的曹植也喜歡吃魚生，他的《名都篇》裡有：“脍鲤臇胎虾，炮鳖炙熊蹯」，把魚生蘸着小蝦醬吃。
南北朝時，出現金齏玉膾，是中國古代生魚片菜色中最著名的，此名稱出現在北魏賈思勰所著《齊民要術》書中。在“八和齏”一節裏詳細地介紹了金齏的做法。「八和齏」是一種調味品，是用蒜、薑、橘、白梅、熟粟黃、粳米飯、鹽、醬八種料製成的，用來蘸魚膾。

### 隋唐五代
隋朝時，隋煬帝到江都，吳郡松江獻鱸魚，煬帝說：「所謂金齏玉膾，東南佳味也。」可見隋煬帝也很喜歡吃魚膾。除了蘸醬佐食外，亦有並用各種生菜拌食的食法，這種食法還很講究色彩和造型上的視覺美感。
唐是食用生魚片的高峰期，有不少詩詞反映魚膾的流行程度。李白的《魯中都有小吏逢七朗以鬥酒雙魚贈余於逆旅因鱠魚飲酒留詩而去》於詩題就提及生魚片；王維在《洛陽女兒行》詩中寫道「侍女金盤膾鯉魚」；王昌齡的《送程六》詩道「青魚雪落鱠橙虀」；白居易的《輕肥》詩就提到：「膾切天池鱗」，又有《松江亭攜樂觀漁宴宿》寫道：「朝盤鱠紅鯉」；晚唐夏彥謙的《夏日訪友》詩則有「冰鯉斫銀鱠」；五代後蜀君主孟昶寵妃花蕊夫人的《宮詞》亦提到「日午殿頭宣索鱠」。可見唐至五代時，生魚片不但是宮廷中常見的食品，也是平民的日常菜餚，甚至出遊時也會就地取材。

### 宋遼金元
宋朝時食用魚膾依然很普遍，文献中有名可吃的鱼脍达三十八种，如“鱼鳔二色脍”、“红丝水晶脍”、“鲜虾蹄子脍”、“鲫鱼脍”、“沙鱼脍”、“水母脍”、“三珍脍”等。相传扬州城内梅圣俞家有一女傭擅做鱼生，欧阳修知道後每就常常帶鲜鱼找那位女傭为他做生魚片。此外，蘇軾與陸游都喜歡吃生魚片，他們現存的與魚膾有關的詩詞就分別有十三首和三十七首之多。蘇軾的《將之湖州戲贈莘老》列舉了湖州的美味，其中一句是「吳兒膾縷薄欲飛」，就是指湖州的生魚片。陸游《秋郊有懷四首》提到「縷飛綠鯽膾，花簇赬鯉鮓」，又有《醉中懷江湖舊遊偶作短歌》寫道「野魚可膾菰可烹」。
金朝女真人亦有食用生魚片的習慣，據南宋史家徐夢莘的《三朝北盟會編》記載，女真人於入主中原前就有以生魚片作為菜餚：「止以魚生、獐生，間用燒肉」。金朝末年的名醫張從正在醫書《儒門事親》中記載了女真入主中原後的飲食，他說：「又如北方貴人，愛食乳酪、牛酥、羊生、魚膾、鹿脯、豬臘、海味甘肥之物」就是女真貴族，入主中原後仍然喜愛生魚片。
元朝時宮廷也有生魚片菜餚，蒙古太醫忽思慧的《飲膳正要·聚珍異饌》篇著錄了他幾代元朝皇帝的菜譜，其中一道菜就是魚膾，是以生鯉魚片，加入芥末爆炒過的薑絲、蔥絲、蘿蔔絲和香菜絲，經胭脂著色，用鹽、醋提味。而《食物相反》、《食物中毒》、《魚品》諸篇亦論及魚膾。元曲中亦有關於魚膾的內容，關漢卿的雜劇《望江亭中秋切膾旦》，就有譚記兒喬扮漁婦，為楊衙內切膾的情節。張可久的《南呂·閱金經·湖上書事》有「玉手銀絲膾」。

### 明清
明朝刘伯温把生魚片的製作方法写进《多能鄙事》一文中：「鱼不拘大小，以鲜活为上，去头尾，肚皮，薄切摊白纸上晾片时，细切为丝，以萝卜细剁姜丝拌鱼入碟，杂以生菜、芥辣、醋浇。」但當時魚膾流行的程度已經大為降低，雖然不少白話小說如《三國演義》、《水滸傳》、《喻世明言》、《二刻拍案驚奇》等都有描繪食用生魚片，但都是前朝之事，不能確定是原始話本的遺存，還是當時社會風俗的反映，而其他明代長篇小說如《金瓶梅》、《西遊記》、《封神演義》及短篇小說集如《醒世恒言》、《警世通言》、《初刻拍案驚奇》裏，都沒有提及魚膾，在小說中出現的頻率亦遠低於在唐宋詩詞。但李時珍的《本草綱目》仍有記載魚膾：「劊切而成，故謂之膾，凡諸魚鮮活者，薄切洗淨血腥，沃以蒜齏薑醋五味食之」。
約在明清之交，禽、獸肉膾已經消失了，但清代文獻仍然有魚膾的記載，高士奇的《西苑侍直》詩有：「霑恩饌給銀絲膾」，所記的是康熙十八年與十九年（1679和1680年）夏天的事，可知清宮中有生魚片供應。生活在江浙一帶的名醫王士雄（1808－1868年）在所著《隨息居飲食譜》裏也對魚膾進行了論述。李調元《南越筆記》亦記載：「粤俗嗜鱼生」反映生魚片以殘餘的形态繼續流行於江南和嶺南地區。

### 近現代
現代中國北方滿族和赫哲族的一些村落仍然有吃生魚片的習俗，南方某些漢族聚居區亦遺留吃生魚片的習俗，但是因為文化推廣並不像日本那麼積極、中國飲食習慣南北有很大不同，所以大多數海內外漢人刻板印象認為生魚片是日本料理，很少人知道中國古代也有類似的料理。實際上現代生魚片吃法也多參照日式去食用。

## 中國生魚片文化

### 嶺南生魚片

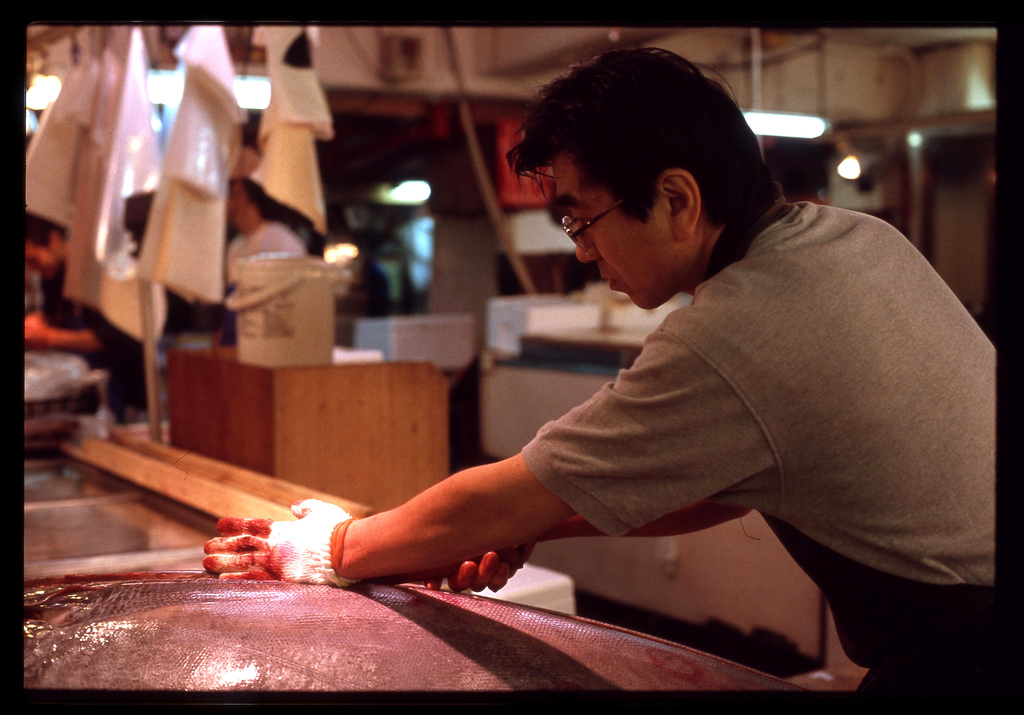
生魚片師傅

魚生古稱「魚膾」，以鯇魚切片，調以酒和其他佐料而食據《南越游记》载，嶺南人喜以草魚作生魚片，佐以瓜子、花生、蘿蔔、木耳、芹菜、油煎面餌、粉絲、豆腐乾混合而成的調料。

#### 順德生魚片
順德生魚片一般以淡水魚為主，品質好的順德生魚片以約750克的「壯魚」為食材，買回來後先放在山泉水餓養幾天，以消耗體內脂肪，令魚肉實甘爽。殺魚時在魚下頜處和尾部各割一刀，然後放回水中讓魚在游動放血，了無淤血的魚片便潔白如雪，晶瑩剔透，放血的程序若把握不好，魚肉帶紅色水分也多。片好之後要再放進冷凍一會，生魚片才會爽滑和有甜味。
進食時蘸以蒜片、薑絲、蔥絲、洋蔥絲、椒絲、醬油、花生碎、芝麻、指天椒、香芋絲、炸粉絲，再加上油、鹽、糖混合成的調料。魚皮則可涼拌。

#### 潮汕生魚片
潮汕魚生多以養於沙塘中的草魚為食材，重三斤左右最为适宜。早上把買回來的鱼放在清水裡养着，到下午才去鱼鳞、开膛，掏出内臟後将一层鱼皮削去，然後沿脊骨取下左右两边肉，切除肋骨和鱼腹。擦乾血污，把鱼放在比较通风的地方，讓魚被風吹至富有彈性。晚上就可以切片食用。
佐料分咸甜两种：咸的是豆酱拌小磨香油；甜的則是三渗酱、梅膏酱，另备有一碟生切萝蔔丝或杨桃片。可謂色、香、味、型俱佳。通常在吃生魚片會喝鱼头汤和吃鱼片稀粥。

#### 佛山九江魚生
佛山九江魚生以拌（粵語稱為「撈」）的形式食用，故又稱「撈魚生」（拌魚生），現時的製法可追溯至清末，通常以海鯇為食材，買回來後養一個月，期間不餵食，讓魚體內的廢物排出，並減掉多餘脂肪。然後殺魚、放血、開膛，之後不能冷藏，要現做現吃。上桌時在生魚片的表面放上檸檬葉絲，吃時生魚片會有一股清香。
配料可多至十九種，包括炸米粉絲、炸芋絲、炸麻花、京蔥白、薑絲、蘿蔔絲、尖椒絲、指天椒、欖角碎、酸藠頭、生蒜片、花生、芝麻、白砂糖、白醋、花生油、鹽、胡椒粉。冬季先放魚肉再放配料攪拌，讓魚吸收配料的香味。夏季則先把配料拌勻再放魚肉，保持魚肉鮮美。魚肉以外的配料，放下去的先後也有一定程序，比例也要掌握得好，雙手各持一雙筷子，先把油、鹽、胡椒粉拌一下，然後把蔥、芝麻等配料倒下去再拌幾拌，再放油、鹽、胡椒粉拌幾下，再下炸米粉絲、炸芋絲、炸麻花等脆口配料，再拌幾下。進食時以筷子把拌勻的魚肉和配料一同挾進口。
傳統製法程序繁複，配料繁多，在南莊、廣州等地的九江生魚片會把程序簡化或減少配料，但用作提味的欖角如果去掉，生魚片就沒那麼鮮美了。

### 客家生魚膾
魚膾也是客家傳統食品，寧化、五華、興寧等地的客家人都有吃魚膾的習慣。

#### 寧化生魚膾
福建寧化的客家人的魚膾以約兩三斤重的鮮活草魚為食材，清水漂浸半日，製作時以右手用毛巾裹住魚頭，令魚不再蹦跳，左手持刀快速除鱗、開膛去內臟，沖洗乾淨后不再下水。然後去頭尾劈成兩片，再去魚皮、剔骨。擦乾魚肉的血污後切成透明的薄片。切時師傅要站成弓步，左手指尖輕輕壓住魚肉，右手刀口前傾，走刀飛速而用力均勻，切好後立即攔上麻油上桌。
這種魚膾製作講究，不但注重衛生，製作時還不能靠近高溫、不能使用電扇，保持魚片潔白無染。佐料有上等醬油、芥末醬和薑汁。

#### 五華生魚膾
也叫琴江生魚片，製作過程與寧化生魚膾相若，先把草魚漂浸，然後快速除鱗、去內臟、去骨，再把魚肉切成薄片。特別之處是把切好的魚肉放在竹篩上晾干水分。
進食前先準備一大碗和好的薑蒜汁和白醋浸泡魚肉除腥，佐料有醋醃蒜片、薄荷葉、薑絲、炸花生米、花椒粒、香菜、芹菜葉、辣椒、胡椒等，分別用小碗盛載。吃時先挾生魚片放進醋裡浸約半分鐘，然後用勺子把佐料舀到自己碗裡，佐料可依照個人喜好決定種類和分量，再把生魚片放在最上面，然後一整碗扒進嘴裡。

#### 興寧生魚膾
與五華魚膾相似，製法和吃法略有不同，其中以大坪魚膾為極品。把鮮魚去鱗後，切開放血，然後剖開、去骨，再切片，魚片較五華魚膾厚。把魚片放在竹篩上面上桌，以高山茶油調味。

### 赫哲族生魚膾
聚居於中國黑龍江省和中俄邊境一帶的赫哲族有吃生魚的習慣，對於魚皮、鱼子、魚肉、魚脆骨都有生吃的妙法。加入蔬菜的涼拌生魚稱為他勒卡。原本傳統上是不加任何調味，但近年來開始會佐以醬油、醋一起食用。

## 東亞生魚片文化

### 日本刺身
日本生魚片稱為刺身，一般都是用新鮮海魚、海貝製作，蘸以醬油、山葵等，是日本菜中接近最清淡的菜式，也是具有代表性的菜式之一。漢字的「膾」在日本的《古事記》與《日本書紀》被使用，的語源為＋即生肉，後轉換成＋，室町時代以後才轉變成＋，生酢。同樣以鱠及膾分開表示獸肉與漁產類。
应当指出的是，在現代日本，漢字的“膾”的意思是撒满了醋撕碎了的切絲蔬菜的事。

### 朝鮮膾
朝鮮亦有食用生魚片的飲食習慣，稱為膾 ，把切薄片的生魚肉用生菜包裹並加上醬料食用。

### 新馬式魚生
新加坡和馬來西亞的華人於农历新年或人日有吃生魚片的習慣，稱為「七彩生魚片」或「撈起魚生」（「撈」為粵語，即漢語的「拌」），取代傳統的七菜羹。這種生魚片是由九江生魚片演變而成，近日也有用鲑鱼生鱼片。醬料以酸梅膏加橘子汁添糖水調成。

## 衛生問題
生魚片是生食的魚肉，感染寄生蟲的風險遠比熟食高；現代人只吃海水魚的生魚片，並且採用冷凍殺蟲處理；海水魚的寄生蟲較少感染人類，而冷凍處理則可以殺死可感染人類的海獸胃線蟲。
然而，淡水魚的養殖環境較容易滋生細菌和寄生蟲，而且很多可感染給人類，食用淡水魚的生魚片染病風險高，部分國家以保障公眾健康為由禁止出售淡水生魚片，香港在數十年前已通過《食物業規例》（第132X章）禁止出售使用淡水魚做成的中式生魚片，新加坡國家環境局亦於2015年宣布無限期禁止食肆出售淡水魚生魚料理。
食用生魚片可引致細菌感染和寄生蟲感染，如淡水魚生魚片驗出中華肝吸蟲。感染肝吸蟲可引致長期嚴重感染，可引起食慾不振、腹瀉和發燒，亦可造成膽管梗阻和肝硬化，甚至可引發慢性黃疸和間接造成膽管癌。而新加坡亦於2015年爆發乙型鏈球菌導致患者死亡，發現感染與生食淡水魚有直接關係。即使生活在水質較佳的深水魚亦可能引發相同問題，但一般而言深水魚感染機會較淡水魚低。

## 其他地區
魚膾除了於東亞文化圈傳播外，世界上其他地區亦有一些以魚生為食材的食品：
- 拉丁美洲檸汁醃魚生
- 意大利生魚片（carpaccio）
- 菲律賓醋生魚片（kilawin）
- 馬里亞納群島查莫洛酸辣涼拌沙拉（Kelaguen）：由菲律賓醋生魚片演變而來。
- 夏威夷夏威夷盖饭
- 歐洲韃靼牛肉或魚膾

## 外部連結
- 挪威鮭魚中式生魚片亮相廣州(圖) （页面存档备份，存于）
- 中國古代的生食肉類餚饌──膾生 （页面存档备份，存于）
- 中國古代生魚片文化 （页面存档备份，存于）
- 到五華做一次“泥美人”

- 脍炙 （页面存档备份，存于）
- 讲饮讲食：中国人吃生魚片